# مجلس الاستعراض المؤسساتي
مجلس الاستعراض المؤسساتي، ويدعى أحياناً لجنة الأخلاقيات المستقلة، أو مجلس الاستعراض الأخلاقي، أو مجلس أخلاقيات البحوث، هو نوعٌ من اللجان تهتم بأخلاقيات الأبحاث عن طريق مراجعة الأساليب والطرائق المستخدمة في بحثٍ ما، لتضمن كون تلك الأبحاث أخلاقية. تُنشأ مجالس كتلك للموافقة (أو الرفض) على الأبحاث السلوكية وأبحاث الطب الحيوي التي تشمل الإنسان، ومراقبتها ومراجعتها. يجري المجلس نوعاً من تحليل نسبة المخاطر إلى المنافع كي يقرر إجراء البحث من عدمه. الهدف من مجلس الاستعراض المؤسساتي هو ضمان اتخاذ الخطوات المناسبة والسليمة لحماية حقوق وصحّة البشر المشاركين في الدراسة البحثية. بالإضافة إلى الدول المتقدمة، أسست عدة دول نامية مجالس استعراض مؤسساتية وطنية أو مناطقية أو محلية كي تضمن الإجراء الأخلاقي للأبحاث فيما يتعلق بالمعايير الوطنية والدولية، والقوانين والتنظيمات.

## وصف
لمجالس الاستعراض المؤسساتية هدف رئيسٌ يتمثل بحماية البشر المشاركين في التجارب والأبحاث من الضرر الجسدي أو النفسي، ومن أجل ذلك، يراجع المجلس بروتوكولات البحث والمواد المرتبطة به. تقيّم عملية مراجعة البروتوكول أخلاقيات البحث والطرائق التي يجري وفقها، وتشجع على المعرفة الكاملة بماهية البحث والمشاركة التطوعية للأشخاص القادرين على اتخاذ قرارٍ بالمشاركة أم لا في ذاك البحث (أو، إذا لم يكن ذلك متوفراً، بإمكان المتطوع تقديم تصريح بلاغي يفوّض شخصاً جديراً بنقله)، وتسعى إلى توفير سلامة الخاضعين للتجارب والأبحاث لأقصى درجة ممكنة.
في الولايات المتحدة، عززت قوانين إدارة الغذاء والدواء ووزارة الصحة والخدمات البشرية (وتحديداً مكتب حماية بحوث الإنسان) مجالس الاستعراض المؤسساتي ودفعتها إلى الموافقة على الأبحاث، أو طلب إجراء تعديلات في البحث المخطط له قبل الموافقة عليه، أو رفض البحث بأكمله. تُعد مجالس الاستعراض المؤسساتية مسؤولة عن الإشراف الدقيق على البحث المُجرى على البشر كي يحمل صفة «علمي» و«أخلاقي» و«تنظيمي». في الولايات المتحدة أيضاً، تُعتبر «لجنة استخدام ورعاية الحيوان المؤسساتية» الجهاز المكافئ لمجلس الاستعراض المؤسساتي والمسؤول عن الإشراف على الأبحاث الممولة فدرالياً، والتي تُجرى على الحيوانات.
تنشط مجالس الاستعراض المؤسساتية في الدراسات التي تُجرى ضمن مجالات الصحة والعلوم الاجتماعية، مثل الأنثربولوجيا وعلم الاجتماع وعلم النفس. قد تشمل تلك الدراسات تجارب سريرية لعقاقير أو أجهزة جديدة، أو دراسات حول السلوك الاجتماعي أو الشخصي، أو دراسات حول الآراء والاتجاهات، أو دراسات عن كيفية حصول المُشاركين على الرعاية الصحية، وما إذا كانت الرعاية الصحية بحاجة إلى تحسين.

## تفويض مجالس الاستعراض المؤسساتية في الولايات المتحدة
وُضعت إجراءات الاستعراض الرسمية للدراسات المؤسساتية التي يخضع لها البشر، رداً على الإساءات التي يتعرض لها الخاضعون للتجارب في الأبحاث التي أُجريت في القرن العشرين. من أبرز تلك الأبحاث والدراسات المسيئة تجاربُ الأطباء النازيين، والتي أصبحت محور محاكمات الأطباء بعد انتهاء الحرب العالمية الثانية. وهناك أيضاً تجربة توسكيجي للزهري، وهو مشروع طويل الأمد أجرته خدمات الصحة العامة في الولايات المتحدة بين عامي 1932 و1972. بالإضافة إلى عددٍ من تجارب الإشعاع على البشر، والتي أُجريت خلال فترة الحرب الباردة. من المشاريع الأمريكية المثيرة للجدل، والتي أُجريت في تلك الفترة، اختبار ملغرام واختبار سجن ستانفورد ومشروع إم كي ألترا، والأخير هو سلسلة من الدراسات السرية نظمتها وكالة الاستخبارات المركزية الأمريكية «سي آي إيه» بهدف السيطرة على العقل واستخدامها في عمليات الاستجواب.
أدت تلك الاختبارات والدراسات المسيئة للبشر إلى وضع قانون الأبحاث الوطني لعام 1974، وإنشاء ما يُعرف بـ «تقرير بيلمونت»، الذي يوجز المبادئ الأخلاقية الرئيسية عند استعراض البشر الخاضعين للبحث، وتشمل تلك المبادئ «احترام الأفراد وفعل الخير والعدالة». لا يوافق مجلس الاستعراض المؤسساتي على البحث إلا إذا كانت المخاطر التي سيتعرض لها المشاركون فيه تعادل المحاسن المحتملة التي قد تنتج عن البحث وتفيد المجتمع، ويجب أن يكون اختيار المشاركين في البحث قائماً على التوزيع العادل للمخاطر والمحاسن التي يتعرض لها الأفراد المشاركون. وعموماً، يُطلب إجراء عملية حَسَنة النية للحصول على قبول المشاركين، والقائم على معرفتهم ووعيهم بالبحث. لكن يتغاضى المجلس عن ذاك الشرط في ظروف معينة، مثلاً، إذا كانت مخاطر الضرر على المشاركين متدنية جداً.

### استثناءات
لا تخضع بعض فئات الأبحاث، وفقاً لقوانين الولايات المتحدة، لإشراف مجلس الاستعراض المؤسساتي. وتشمل تلك الفئات:
- البحث المتعلق بضوابط التعليم الاصطلاحية، مثل دراسة الاستراتيجيات التعليمية أو مدى فعالية التقنيات التعليمية المختلفة أو المناهج أو أساليب إدارة الفصل التعليمي. في الدراسات التي تشمل استخدام الاختبارات التعليمية، هناك أحكامٌ معينة للاستثناء وضعها المجلس كي يضمن عدم التعرّف على المشاركين في الدراسة، وعدم تعرضهم للمخاطر والمسؤوليات.[4]
- البحث المتعلق بتحليل بيانات موجودة أو مواد أخرى متاحة للعامة، أو إذا كان من المستحيل جمع تلك البيانات، أي إذا كان التعرّف على الأفراد المشاركين في الدراسة أمراً مستحيلاً.
- الدراسات الموجهة لتقييم أداء أو فاعلية برامج الخدمات أو المصالح العامة، أو الدراسات التي تقيّم مذاق الطعام أو رضا المستهلك.

عموماً، ووفقاً لتوجيهات أخلاقيات البحوث على البشر، يُمنح قرار الاستثناء من المراقبة من طرف ممثل مجلس الاستعراض المؤسساتي، وليس من طرف الباحثين.

## لجنة استعراض الأخلاقيات الدولية
تملك العديد من البلدان الأخرى قوانين أو توجيهات مماثلة تُفرض على الدراسات التي يخضع لها البشر، وتشرف عليها لجان الأخلاقيات. لكن تختلف المسؤوليات التنظيمية ومجال أو إطار الإشراف من دولة لأخرى، وتحديداً في مجال الأبحاث غير الطبية. تُبقي وزارة الصحة والخدمات البشرية الأمريكية مجموعةً شاملة من القوانين والإرشادات لدى الدول الأخرى، بالإضافة إلى معايير محددة ومتكافئة ضمن عددٍ من المنظمات الدولية والإقليمية.

## التسمية والتشكيل
تستخدم إدارة الغذاء والدواء ووزارة الصحة والخدمات البشرية الاختصار «آي آر بي» باعتباره اصطلاحاً عاماً في الولايات المتحدة الأمريكية، لكن بإمكان أي مؤسسة تُنشئ مجلساً كهذا اختيار الاسم الذي تريده. تختار معظم المؤسسات المصطلح «مجلس الاستعراض المؤسساتي» باعتباره اسم علم. وبصرف النظر عن الاسم المُختار، يخضع مجلس الاستعراض المؤسساتي إلى قوانين إدارة الغذاء والدواء عندما يستعرض المنتجات الخاضعة لأحكام الإدارة، ويوافق عليها. كانت مجالس الاستعراض المؤسساتي سابقاً عبارةً عن لجانٍ في المؤسسات الأكاديمية والمنشآت الطبية، وتعمل على مراقبة الدراسات البحثية التي تُجرى على الناس المشاركين فيها، وكان هدفها الأساسي تقليص أو تجنب المشاكل الأخلاقية. أما اليوم، تُجرى بعض الاستعراضات من طرف منظمات ربحية، وتُعرف باسم مجالس الاستعراض المؤسساتية المستقلة أو التجارية. تقع على تلك المجالس المسؤوليات ذاتها التي تقع على عاتق مجالس المؤسسات الأكاديمية أو الطبية، وتخضع لذات الأحكام الفدرالية في الولايات المتحدة.
تنظّم الأحكام عضوية المجلس ومتطلبات تشكيله، وتراعي بنود التنوع في الخبرة والمهارة والانتماء المؤسساتي. فعلى سبيل المثال، الحد الأدنى للأعضاء هو 5، ومن المفترض أن يحوي المجلس عالماً واحداً على الأقل، وعضواً واحداً من غير العلماء على الأقل. تشير التعليمات بوضوح إلى ضرورة احتواء المجلس على النساء والرجال، ولكن لا وجود لأحكام تتطلب إحداث توازنٍ بين الجنسين في عضوية المجلس.